# 美国侵犯人权报告
《美国侵犯人权报告》，在2019年及以前称《美国的人权纪录》，是中华人民共和国国务院新闻办公室发布的年度出版物，记录美国人权及美国对他国人权侵犯状况。首次发布於1998年，曾是中华人民共和国作为对美国国务院在《国别人权报告》中批评中华人民共和国人权的回应。
2025年8月17日，国务院新闻办公室17日发表《2024年美国侵犯人权报告》，揭示在权力与资本合谋之下，美式人权被异化为政治“秀场”上的道具和权力“赌场”中的筹码，背离了人权的核心价值和本质要求。报告分为“序言”“美式民主：金权游戏的狂欢”“民生福祉：底层民众的挣扎”“种族主义：少数族裔的枷锁”“脆弱群体：妇女儿童的无助”“致命旅途：无证移民的悲歌”“美式霸权：他国人权的梦魇”“结语”等部分。

## 概况
过去，《美国的人权纪录》是反驳美国国务院在《国别人权报告》中对中华人民共和国人权的批评。《纪录》称，

《国别人权报告》“充满了对包括中国在内的190多个国家和地区的人权状况的扭曲和指控，然而美国却对自己糟糕的人权状况熟视无睹、鲜有提及”；美国利用人权议题，作为“破坏别国形象和寻求自身战略利益的政治工具”；美国国务院年复一年地发布《国别人权报告》指责别国的人权实践，“这些行为完全暴露了美国在人权问题上采取双重标准的虚伪态度，以及在人权的幌子下追寻霸权的恶意企图”。

1997年3月5日，《人民日報》刊登新華社評論員文章《請看美國的人權紀錄》，批評美國這個自封的「人權大國」恰恰是當今世界上人權紀錄很差的一個國家：

㈠美國人的憲法權利與「國際公認的標準」相去甚遠；㈡美國政治越來越淪為金權政治；㈢美國是世界上暴力犯罪最嚴重的國家；㈣美國是西方國家中貧富懸殊最大的國家之一；㈤美國國內的種族歧視舉世聞名；㈥美國國內針對婦女的暴力犯罪與虐待兒童現象嚴重；㈦美國在世界各國的駐軍犯下了許多侵犯駐在國居民人權的罪行。

《美国的人权纪录》批评美国的社会和经济问题，诸如贫困、犯罪以及种族主义；援引的数据部分，来自美国官方或权威来源；其他章节由互联网上的各种材料组成，其中一些则被认为可能是传闻。
针对2010年版《美国的人权纪录》，法里德·扎卡利亞写道：

“这份报告……对更为严重的关塔纳摩湾和中央情报局黑监狱问题轻描淡写。这份报告看起来像是由（中国）共产党的宣传部门撰写的，而中国政府应考虑将报告交由众多认真的中国学者完成。”

## 历年报告

### 2003年
《2003年美国的人权纪录》於2004年3月1日发布。报告批评美国的爱国者法案，称该法“侵害公民的权利与自由，对少数族裔群体尤为严重”。报告还称出版自由受到忽视，并以國家廣播公司解雇資深記者彼得·阿奈特事件以及美國限制收看半岛电视台節目的事实作为例证。 报告还强调了美国在国外的军事活动，包括2003年3月在未获联合国授权的情况下对伊拉克发动美伊戰爭。报告的结论是，美国应该“反思自身在人权上的错误立场和行径，并停止在促进人权的幌子下干涉他国内政的不受欢迎的行为”。

### 2013年
2014年2月28日，国务院新闻办公室发表《2013年美国的人权纪录》，回应美国国务院发布的《2013年国别人权报告》。《2013年美国的人权纪录》全文约1万字，分为导言、关于生命与人身安全、关于公民权利和政治权利、关于经济和社会权利、关于种族歧视、关于妇女和儿童权利、关于侵犯他国人权等部分；人权纪录指出，2013年美国的人权问题依然严重，在诸多领域甚至持续恶化。

### 2004年
2004年的报告称:

2004年，美军疯狂虐待伊拉克战俘的丑闻，暴露了美国的“人权神话”的反人权面目，震撼了人类良知，受到国际舆论的同声谴责。然而，具有讽刺意味的是，今年2月28日，美国国务院再次以“世界人权卫道士”自居，发表《2004年国别人权报告》，对包括中国在内的190多个国家和地区的人权状况指手划脚，而对自己在人权领域的斑斑劣迹讳莫如深、不置一词。这让世人不得不再次将目光投向美国，看看自由女神像背後的人权纪录。

### 2010年
2011年4月，新华网发表了2010年报告的全文。报告称， 

“美国政府严重侵犯其公民的公民权利和政治权利”，“美国采取双重标准 ... 要求别国提供不受限制的 ‘互联网自由’ ，已成为美国对别国施加压力和寻求霸权的重要外交工具；而美国却在自己的领土上采取严格限制。”

### 2016年
2017年3月9日，国务院新闻办公室发布2016年报告与《2016年美国侵犯人权事记》，回应美国国务院发布的《2016年国别人权报告》。2016年报告中写道：

“事实说明，2016年美国的人权状况在一些重要方面呈持续恶化的趋势。‘自由女神’背后不绝于耳的枪声，越演越烈的种族歧视问题，以及金钱政治主导下的选举闹剧，使自诩的‘人权卫士’以自己的行为戳穿了其编造的人权‘神话’。”

### 2019年
2020年3月13日，国务院新闻办公室发布《2019年美国侵犯人权报告》。导言以2019年4月15日美国国务卿迈克·蓬佩奥的名言“我们撒谎，我们欺骗，我们偷窃……这才是美国不断探索进取的荣耀”为开头，提及美国

“以自身对人权的狭隘理解为框架，以称霸全球的核心利益为标尺，每年根据捕风捉影、道听途说的材料拼凑出年度国别人权报告，对不符合其战略利益的国家和地区的人权状况肆意歪曲贬低，却对自身持续性、系统化、大规模侵犯人权的斑斑劣迹置若罔闻、熟视无睹”。

2019年报告写道：

“近年来，特别是2019年以来，美国的人权状况乏善可陈，呈日益恶化之势。”

### 2020年
2021年3月24日，国务院新闻办公室发布《2020年美国侵犯人权报告》。导言以被美國警察杀死的黑人青年乔治·弗洛伊德的话“我无法呼吸！”开头，并引用了时任德国总统施泰因迈尔对当年美国国会骚乱的评价。报告这样写道：

“2020年，新冠肺炎疫情全球肆虐，对人类生命安全构成重大威胁。病毒没有国界，疫情不分种族，战胜疫情需要世界各国守望相助、团结合作。但一向自认例外和优越的美国，不仅自身疫情失控，而且与之相伴的还有政治失序、种族冲突、社会撕裂，留下了‘山巅之城’‘民主灯塔’侵犯人权的新纪录。”